# Alice's Spanish Guitar
Alice's Spanish Guitar é um curta-metragem de animação estadunidense de 1926, lançado como parte da série Alice Comedies.